# Kirchstraße 18 (Bergheim)

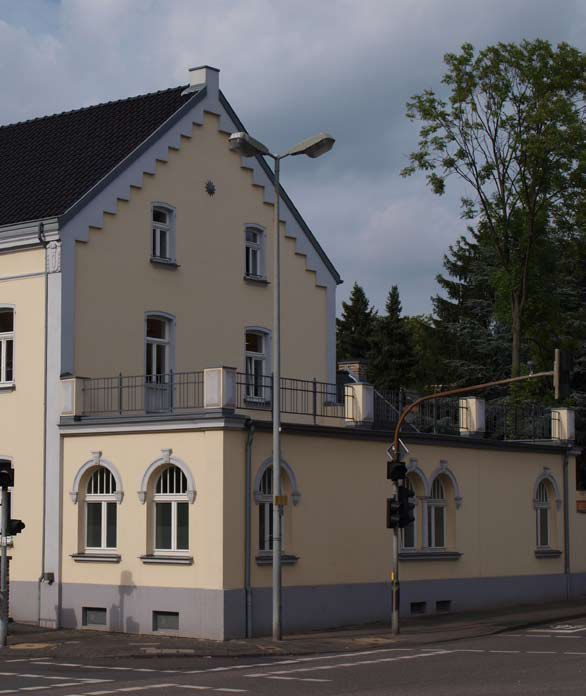
Das historische Haus in der Kirchstraße 18 in Bergheim

Das historische Haus in der Kirchstraße Nr. 18, welches ehemals als Notariat und Praxis genutzt wurde, ist ein denkmalgeschütztes Gebäude und befindet sich in der Innenstadt der Kreisstadt Bergheim im Rhein-Erft-Kreis in Nordrhein-Westfalen.

## Geschichte
Das architektonisch attraktive Haus Kirchstraße Nr. 18 zieht den Blick auf sich. Das Wohnhaus aus der Gründerzeit wurde 1877 erbaut, wie es die Ankerzahlen auf seiner Rückseite zu erkennen geben. Über mehrere Jahrzehnte hinweg diente es als Notariat. Im Jahr 1907 arbeitete hier der Königliche Notar Bernhard Mausbach und 1934 der Notar Dr. Christian Brink. Nach dem Zweiten Weltkrieg wurde das Haus als Röntgenpraxis genutzt. Ende des 20. Jahrhunderts drohte es völlig zu verfallen. Zum Glück fiel die Entscheidung, das Haus trotz seines schlechten Zustandes nicht abzureißen, sondern zu sanieren.

## Architektur
Vier Achsen stichbogiger Fenster und ein Giebeldreieck gliedern die Fassade. Das Gebäude besitzt ein sehr schönes Türblatt mit übergiebeltem Eingang. Das Anwesen weist zur Commerstraße hin einen
flachen Anbau mit Dachterrasse auf. Dieser Anbau hat große rundbogige Fenster mit reliefierten Sturzrahmen und betonenden Keilsteinen. Die qualitätvolle historische Innenausstattung ist erhalten geblieben.

## Heutige Nutzung
Nach der aufwändigen und gelungenen Restaurierung bereichert das Haus heute als ansprechendes Wohngebäude, in dem eine Zahnarztpraxis untergebracht ist, das Straßenbild der Innenstadt.